# چون غنچه گل قرابه‌پرداز شود
رباعی با مطلع «چون غنچه گل قرابه پرداز شود» چهاردهمین رباعی از دیوان حافظ به تصحیح محمد قزوینی و قاسم غنی می‌باشد.
| چون غنچهٔ گل قرابه‌پرداز شود  |  | نرگس بهوای می قدح ساز شود   |
| فارغ دل آنکسی که مانند حباب |  | هم در سر میخانه سرانداز شود |